# Fußball-Westfalenliga (Frauen)
Die Westfalenliga ist im Frauenfußball die vierthöchste Spielklasse insgesamt und die höchste Spielklasse im Bereich des Fußball- und Leichtathletik-Verbands Westfalen. Amtierender Meister ist die DJK Wacker Mecklenbeck. Rekordmeister sind die Sportfreunde Siegen mit sieben Meisterschaften.

## Geschichte
Eingeführt wurde die Verbandsliga in Westfalen mit dem Spieljahr 1981/82. Sie löste damit die im Jahre 1978 eingeführte Landesliga als höchste Liga ab, in der schon damals „Westfalenmeister“-Titel vergeben wurden. Zur Saison 1985/86 wurde die Regionalliga West als erste verbandsübergreifende Spielklasse im deutschen Frauenfußball eingeführt. Aus der Verbandsliga Westfalen qualifizierten sich der TSV Siegen, der FC Schalke 04, der Herforder SV, der TuS Rahm aus Dortmund und die SG Wattenscheid 09 für die Regionalliga West. Dadurch wurde die Verbandsliga Westfalen als höchste Ligainstanz abgelöst und war fortan nur noch zweitklassig.
Mit der Einführung der Bundesliga im Jahre 1990 war die Verbandsliga Westfalen nur noch drittklassig. Um das Teilnehmerfeld der Regionalliga West aufzustocken, stellte die Verbandsliga Westfalen in der Saison 1989/90 mit der SG Wattenscheid 09 und dem BSV Müssen zwei Aufsteiger. Durch die Einführung der 2. Bundesliga im Jahre 2004 wurde die Verbandsliga Westfalen viertklassig und blieb dies bis heute. Erneut gab es zwei westfälische Aufsteiger in die Regionalliga, dieses Mal die DJK Arminia Ibbenbüren und die Sportfreunde Siegen. Im Jahre 2008 erfolgte die Umbenennung in Westfalenliga.

## Modus und Teilnehmer Saison 2024/25
Die Westfalenliga umfasst in der Saison 2024/25 14 Mannschaften. Der Meister steigt in die Regionalliga West auf. Die drei letztplatzierten Mannschaften steigen in die Landesliga ab. Die 14 Mannschaften sind:
- die verbliebenen Mannschaften der Saison 2023/24
  - FC Iserlohn 46/49
  - SVKT 07 Minden
  - SV Fortuna Freudenberg
  - SV Oesbern
  - Herforder SV
  - Germania Hauenhorst
  - Arminia Bielefeld II
  - DJK Arminia Ibbenbüren
  - SuS Concordia Flaesheim
  - DJK Grün-Weiß Amelsbüren
  - BV Werther
- die Aufsteiger aus den Landesligen 2023/24
  - Borussia Dortmund
  - FC Schalke 04
  - SV Thülen

## Die bisherigen Meister
Die folgende Tabelle führt alle Meister seit 1982 auf.
- 1982: TSV Siegen
- 1983: TSV Siegen
- 1984: FC Schalke 04
- 1985: FC Schalke 04
- 1986: SV Brackel 06
- 1987: Sportfreunde Werne-West
- 1988: SG Wattenscheid 09
- 1989: VfB Rheine
- 1990: SG Wattenscheid 09
- 1991: TSV Siegen II
- 1992: SG Hillen
- 1993: Herforder SV
- 1994: Sportfreunde Werne-West
- 1995: Preußen Borghorst
- 1996: Herforder SV
- 1997: Preußen Borghorst
- 1998: DJK Arminia Ibbenbüren
- 1999: Preußen Borghorst
- 2000: FC Oeding
- 2001: FC Gütersloh 2000
- 2002: SG Lütgendortmund
- 2003: FFC Heike Rheine II
- 2004: DJK Arminia Ibbenbüren
- 2005: FC Oeding
- 2006: FC Gütersloh 2000 II
- 2007: DJK Eintracht Coesfeld
- 2008: TuS Harpen
- 2009: 1. FFC Recklinghausen
- 2010: Sportfreunde Siegen
- 2011: FSV Gütersloh 2009 II
- 2012: VfL Bochum II  1
- 2013: VfL Bochum II
- 2014: Warendorfer SU
- 2015: Arminia Bielefeld
- 2016: Germania Hauenhorst
- 2017: SpVg Berghofen
- 2018: SV Bökendorf
- 2019: 1. FFC Recklinghausen
- 2020: Sportfreunde Siegen
- 2021: Saison annulliert  2
- 2022: FSV Gütersloh 2009 II
- 2023: SSV Rhade
- 2024: DJK Wacker Mecklenbeck
- 2025: Borussia Dortmund